# Salvate il re
Salvate il re (The Brigand) è un film del 1952 diretto da Phil Karlson.